# Linia kolejowa nr 895
Linia kolejowa nr 895 – nieczynna, jednotorowa, dawniej zelektryfikowana linia kolejowa znaczenia miejscowego, łącząca posterunek odgałęźny Gottwald z bocznicą szlakową KWK Kleofas.
Linia umożliwiała eksploatację Kopalni Węgla Kamiennego Kleofas przez pociągi jadące z kierunku Chorzowa Batorego oraz Rudy Śląskiej.